# 凯伦
凯伦（德语、法语：Kehlen）是卢森堡西部的一个市镇和城镇，属于卡佩伦县。 

## 姊妹城市
凯伦以下城市为友好关系：
- 德国 梅肯博伊伦